# Lucas Ochoa
Lucas Ochoa (* 1949) ist ein ehemaliger mexikanischer Fußballspieler auf der Position eines Verteidigers.

## Stationen
Ochoa stand in den Spielzeiten 1982/83, 1983/84 und 1985/86 beim Club Deportivo Guadalajara unter Vertrag, für den er zu insgesamt 19 Einsätzen in der höchsten mexikanischen Spielklasse kam. Die nächsten beiden Spielzeiten (1986/87 und 1987/88) verbrachte Ochoa bei Monarcas Morelia und danach spielte er für Santos Laguna.
Außerdem spielte Ochoa noch für Deportivo Toluca und zum Abschluss seiner aktiven Laufbahn für die Leones Negros de la UdeG.